# Región de Al Dhafra
La Región de Al Dhafra (en árabe: : مِنْطَقَة ٱلظَّفْرَة, romanizado: Minṭaqah aẓ-Ẓafrah), conocida hasta 2017 como Región Occidental (en árabe : لْمِنْطَقَة ٱلْغَرْبِيَّة , romanizado: Al-Minṭaqah al-Gharbiyyah), es una de las tres regiones municipales en el Emirato de Abu Dhabi. Formando la parte occidental de los Emiratos Árabes Unidos, es la región más grande por área, ocupando el 71% de la superficie total del emirato, pero la más pequeña por población y densidad de población, y por lo tanto una región bastante remota del Emirato de Abu Dhabi. La capital de la región de Al Dhafra es Madinat Zayed. El nuevo nombre oficial ya era el nombre histórico de la región más occidental del antiguo Omán de la Tregua, que era Dhafrah. Es significativo por sus recursos naturales, particularmente el gas y el petróleo . Sus reservas de hidrocarburos representan el 90% de las reservas del Emirato, que a su vez representan el 90% de las reservas del país y son importantes para la economía local.
La región tenía una población de 202.154 habitantes según el censo de 2010. Con una densidad de población dada de 6, el área de la región podría calcularse en 33 700 kilómetros cuadrados. Otras fuentes oficiales, sin embargo, establecen un área de 59 760 kilómetros cuadrados, o una participación del 83% de la extensión territorial del emirato.
Esta región comprende 7 municipios:
- Madinat Zayed (asentamiento principal)
- Ruwais
- Ghayathi
- Liwa
- Al Mirfa
- Sila
- Dalma
- Habshan[2]
- Ghuwaifat

Las comunidades costeras de la región cuentan con 6 puertos, entre los cuales están Mugharrag, Al Sila, Sir Bani Yas, Dalma y Marfa. Estos puertos apoyan las industrias locales como la pesca, el turismo, la logística y las actividades de ocio, además de facilitar el transporte de personas y mercancías a las islas de la zona.